# Округ Дејви (Северна Каролина)
Округ Дејви (енгл. Davie County) је округ у америчкој савезној држави Северна Каролина.

## Демографија
По попису из 2010. године број становника је 41.240, што је 6.405 (18,4%) становника више него 2000. године.
| Група             | 2000.          | 2010.          |
| Белци             | 30.832 (88,5%) | 35.257 (85,5%) |
| Афроамериканци    | 2.368 (6,8%)   | 2.593 (6,3%)   |
| Азијати           | 109 (0,3%)     | 239 (0,6%)     |
| Хиспаноамериканци | 1.209 (3,5%)   | 2.496 (6,1%)   |
| Укупно            | 34.835         | 41.240         |